# Jim Walsh (cestista)
James Patrick Walsh, detto Jim (San Francisco, 29 agosto 1930 – San Francisco, 4 marzo 1976), è stato un cestista statunitense, professionista nella NBA.

## Carriera
Venne selezionato dai Baltimore Bullets nel Draft NBA 1952.

## Palmarès
- Campione AAU (1955)
- 2 volte campione NIBL (1955, 1956)